# Cerámica de Fikellura

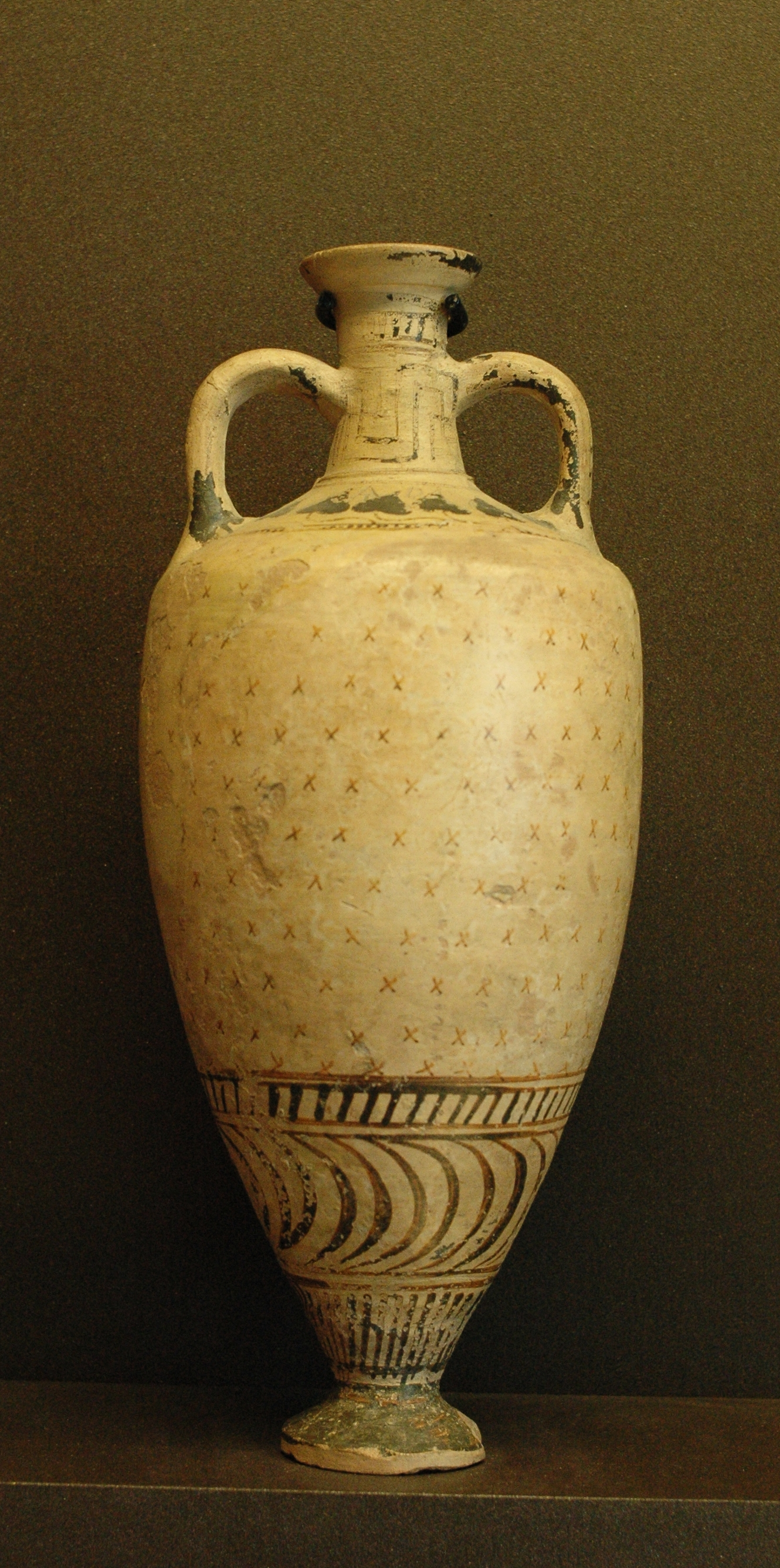
Anforisco de Cámiros, Louvre A334.

La cerámica de Fikellura es una clase de cerámica greco-oriental, cuyo centro de producción estaba situado en el sur de Jonia, en Mileto, donde se desarrolla a partir de la fase media del estilo de la cabra salvaje; el nombre proviene de la ciudad de Fikellura, situada en la isla de Rodas, cerca de Cámiros, donde tuvieron lugar los primeros descubrimientos. Está fechada entre 560 y el final del siglo VI a. C. (se hace referencia al 494 a. C., año de la destrucción de Mileto por los persas). El estilo de esta cerámica es muy similar al de los Pequeños maestros jónicos y, en el contexto de la cerámica greco-oriental, se distingue tanto por la simplificación y reducción de los adornos, como por la facilidad en la composición, ya evidente en los vasos más antiguos en el friso animalista de gusto orientalizante.
Samos, Rodas y Mileto son los principales lugares de origen, pero la cerámica de Fikellura era popular en toda la región meridional del Oriente griego. Las exportaciones coinciden con las de las otras cerámicas greco-orientales: Egipto (Náucratis, Tell Defenneh), Chipre, Ponto y la costa occidental del Mar Negro, las Cícladas (Delos, Renania), Egina. Disminuyen hacia finales del siglo VI a. C., sobre todo en las tierras más alejadas del lugar de origen y probablemente por la competencia de la cerámica ática.

## Descripción
Las formas más comunes son ánfora, enócoe y kílix. El ánfora tiene una forma ancha y un hombro plano; el anforisco probablemente deriva de ella, muy popular desde el período posterior, que se presenta con una decoración de malla estandarizada u otras decoraciones simples como medias lunas y hojas de hiedra; ambos tipos tienen asas acordonadas. La loza va del marrón claro al rosa, el engobe del amarillo cremoso al blanco, el barniz del marrón oscuro al rojo. Los detalles son un ahorro. El púrpura añadido está presente en los ejemplares más antiguos, el blanco se utiliza muy raramente y no hay distinción de color entre hombres y mujeres. Los elementos ornamentales constantes son los rasgos verticales en el labio de las ánforas y los entrelazados y meandros en el cuello; en el cuerpo hay volutas, medias lunas y flores de loto.
El Pintor de Altenburg es uno de los pioneros de este estilo; entre los vasos que se le atribuyen se encuentra el ánfora conservada en el Museo Británico, y datada alrededor del año 560 a. C., muestra cómo las innovaciones con respecto al II medio del estilo de la cabra salvaje son claras desde los primeros ejemplos: la diferencia es evidente en la forma en que pinta las cabezas de los animales, ya no con una línea de contorno, sino con finísimas líneas blancas en imitación de figuras negras. En los vasos más antiguos, donde la ejecución suele ser más precisa, la decoración principal es el friso animalista en el hombro, caracterizado por una gran variedad de especies que comienza a desaparecer desde aproximadamente el año 530 a. C. Posteriormente, la zona figurada en el vientre se convierte en el campo principal, mientras que el friso del hombro se reduce a una simple banda ornamental. El vientre puede ser decorado con figuras humanas en composiciones libres y con el número de figuras disminuyendo con el tiempo; la única figura en campo abierto, entre las volutas a partir de la zona bajo las asas, pertenece a la segunda mitad del siglo VI a. C. Entre los sujetos se encuentran principalmente los comastas, pero también banquetes y escenas mitológicas, sátiros y pigmeos. La decadencia del estilo a finales de siglo es evidente en las figuras de los animales, mientras que las figuras humanas pueden a veces mantener una mayor calidad. La fórmula con la figura humana en el campo vacío es típica de un autor que se llama Pintor del corredor.  De mejor calidad que esta última es la obra de un contemporáneo suyo llamado Pintor de los sátiros corredores, del que sólo se conocen tres vasoss completos y que muestra un carácter más preciso en el dibujo y más exacto en la composición, que no parece surgir de esquemas prefijados.